# لوانا بوهلر
لوانا كيارا بوهلر (ولدت في 28 أبريل 1996) هي لاعبة كرة قدم سويسرية محترفة تلعب في مركز الدفاع مع نادي توتنهام هوتسبير للسيدات في دوري السوبر للسيدات ومنتخب سويسرا لكرة القدم للسيدات.

## مسيرتها الكروية
لعبت بوهلر في مرحلة الناشئين في نادي شوتز السويسري، حيث لعبت في فريق الأولاد. في يوليو 2012 انتقلت إلى نادي كرينز للسيدات في الدوري السويسري الممتاز للسيدات، حيث لعبت أول مباراة لها مع الفريق الأول في كأس سويسرا في نوفمبر من العام نفسه. في عام 2014 تم دمج فريقها في نادي لوزيرن للسيدات. في عام 2016 اضطرت للتوقف لمدة عام تقريباً بسبب إصابتها بقطع في الرباط الصليبي للمرة الثانية بعد عام 2011. في عام 2017 انتقلت إلى  نادي زيوريخ، الذي لعبت معه أيضاً في دوري أبطال أوروبا. في عام 2018 فازت بالثنائية مع النادي. في صيف عام 2018، انتقلت إلى نادي هوفنهايم للسيدات في الدوري الألماني.
لموسم 2023/24، تم التعاقد معها من قبل نادي توتنهام هوتسبير للسيدات في الدوري الممتاز، وحصلت على عقد يمتد حتى 30 يونيو 2025.

## مسيرتها الدولية
ظهرت بوهلر لأول مرة مع منتخب سويسرا لكرة القدم للسيدات ضد منتخب إيطاليا لكرة القدم للسيدات في 28 فبراير 2018 في كأس قبرص للسيدات. وظهرت مع المنتخب خلال دورة تصفيات كأس العالم للسيدات 2019. شاركت في يورو 2022 وشاركت في مباراتين من أصل ثلاث مباريات في المجموعة في التشكيلة الأساسية. أُقصيت سويسرا بعد الدور التمهيدي. تم اختيارها ضمن التشكيلة السويسرية في كأس العالم للسيدات 2023.

## حياته الشخصية
نشأت بوهلر في ألتيشوفن مع خمسة أشقاء. أكملت دراستها في مدرسة كانتونشول ويليساو عام 2015 وحصلت على شهادة الثانوية العامة، حصلت على درجة البكالوريوس في إدارة الأعمال من جامعة زيورخ في عام 2019.

## إحصائيات
=== مع النادي ===
آخر تحديث 13 أكتوبر 2024.
| النادي          | الموسم  | الدوري                  | الدوري | الدوري  | الكأس الوطنية | الكأس الوطنية | كأس الدوري | كأس الدوري | البطولة القارية | البطولة القارية | الإجمالي | الإجمالي |
| النادي          | الموسم  | القسم                   | اللعب  | الأهداف | اللعب         | الأهداف       | اللعب      | الأهداف    | اللعب           | الأهداف         | اللعب    | الأهداف  |
| --------------- | ------- | ----------------------- | ------ | ------- | ------------- | ------------- | ---------- | ---------- | --------------- | --------------- | -------- | -------- |
| زيورخ           | 2016–17 | دوري السوبر للسيدات     | 5      | 0       | 1             | 0             | —          | —          | 0               | 0               | 6        | 0        |
| زيورخ           | 2017–18 | دوري السوبر للسيدات     | 17     | 3       | 4             | 0             | —          | —          | 4               | 0               | 25       | 3        |
| زيورخ           | المجموع | المجموع                 | 22     | 3       | 5             | 0             | —          | —          | 4               | 0               | 31       | 3        |
| هوفنهايم 1899   | 2018–19 | الدوري الألماني للسيدات | 18     | 1       | 4             | 0             | —          | —          | —               | —               | 22       | 1        |
| هوفنهايم 1899   | 2019–20 | الدوري الألماني للسيدات | 13     | 2       | 1             | 0             | —          | —          | —               | —               | 14       | 2        |
| هوفنهايم 1899   | 2020–21 | الدوري الألماني للسيدات | 18     | 1       | 2             | 0             | —          | —          | —               | —               | 20       | 1        |
| هوفنهايم 1899   | 2021–22 | الدوري الألماني للسيدات | 16     | 1       | 1             | 0             | —          | —          | 8               | 1               | 25       | 2        |
| هوفنهايم 1899   | 2022–23 | الدوري الألماني للسيدات | 17     | 0       | 2             | 0             | —          | —          | —               | —               | 19       | 0        |
| هوفنهايم 1899   | المجموع | المجموع                 | 82     | 5       | 10            | 0             | —          | —          | 8               | 1               | 100      | 6        |
| توتنهام هوتسبير | 2023–24 | دوري السوبر للسيدات     | 16     | 0       | 4             | 0             | 1          | 0          | —               | —               | 21       | 0        |
| توتنهام هوتسبير | 2024–25 | دوري السوبر للسيدات     | 0      | 0       | 0             | 0             | 1          | 0          | —               | —               | 1        | 0        |
| توتنهام هوتسبير | المجموع | المجموع                 | 16     | 0       | 4             | 0             | 2          | 0          | —               | —               | 22       | 0        |
| إجمالي          | إجمالي  | إجمالي                  | 120    | 8       | 19            | 0             | 2          | 0          | 12              | 1               | 153      | 9        |

1. ↑  تشمل كأس سويسرا للسيدات، كأس ألمانيا، كأس الاتحاد الإنجليزي للسيدات
2. ↑  تشمل كأس رابطة الاتحاد الإنجليزي للسيدات
3. ↑  تشمل دوري أبطال أوروبا للسيدات

### مشاركة الدولية
آخر تحديث 26 يونيو 2025.
| المنتخب                         | السنة   | التطبيقات | الأهداف |
| ------------------------------- | ------- | --------- | ------- |
| منتخب سويسرا لكرة القدم للسيدات | 2018    | 10        | 0       |
| منتخب سويسرا لكرة القدم للسيدات | 2019    | 4         | 0       |
| منتخب سويسرا لكرة القدم للسيدات | 2020    | 3         | 0       |
| منتخب سويسرا لكرة القدم للسيدات | 2021    | 9         | 0       |
| منتخب سويسرا لكرة القدم للسيدات | 2022    | 8         | 1       |
| منتخب سويسرا لكرة القدم للسيدات | 2023    | 12        | 0       |
| منتخب سويسرا لكرة القدم للسيدات | 2024    | 10        | 2       |
| منتخب سويسرا لكرة القدم للسيدات | 2025    | 5         | 0       |
| المجموع                         | المجموع | 61        | 3       |

| الرقم | التاريخ       | المكان                        | الخصم    | تسجيل | النتيجة | المسابقة                                |
| ----- | ------------- | ----------------------------- | -------- | ----- | ------- | --------------------------------------- |
| 1.    | 6 سبتمبر 2022 | ملعب لا تويلير، لوزان، سويسرا | مولدوفا  | 3–0   | 15–0    | تصفيات كأس العالم للسيدات 2023          |
| 2.    | 5 أبريل 2024  | ليتزيغروند، زيورخ، سويسرا     | تركيا    | 2–0   | 3–1     | تصفيات كأس الأمم الأوروبية للسيدات 2025 |
| 3.    | 9 أبريل 2024  | دالغا أرينا، باكو، أذربيجان   | أذربيجان | 2–0   | 4–0     | تصفيات كأس الأمم الأوروبية للسيدات 2025 |

## الإنجازات
نادي زيوريخ
- دوري السوبر للسيدات: 2018
- كأس سويسرا للسيدات: 2018